# Jewell-Gletscher
Der Jewell-Gletscher ist ein kurzer Gletscher an der Südküste Südgeorgiens. Er fließt vom Mount Grant in südsüdwestlicher Richtung zur Jossac Bight.
Das UK Antarctic Place-Names Committee benannte ihn 1982 nach John Alexander Jewell (* 1952), Feldforschungsassistent des British Antarctic Survey in diesem Gebiet zwischen 1976 und 1977, auf der Rothera-Station zwischen 1977 und 1978 sowie Leiter dieser Station von 1978 bis 1980.